# حرکت انقلاب اسلامی افغانستان

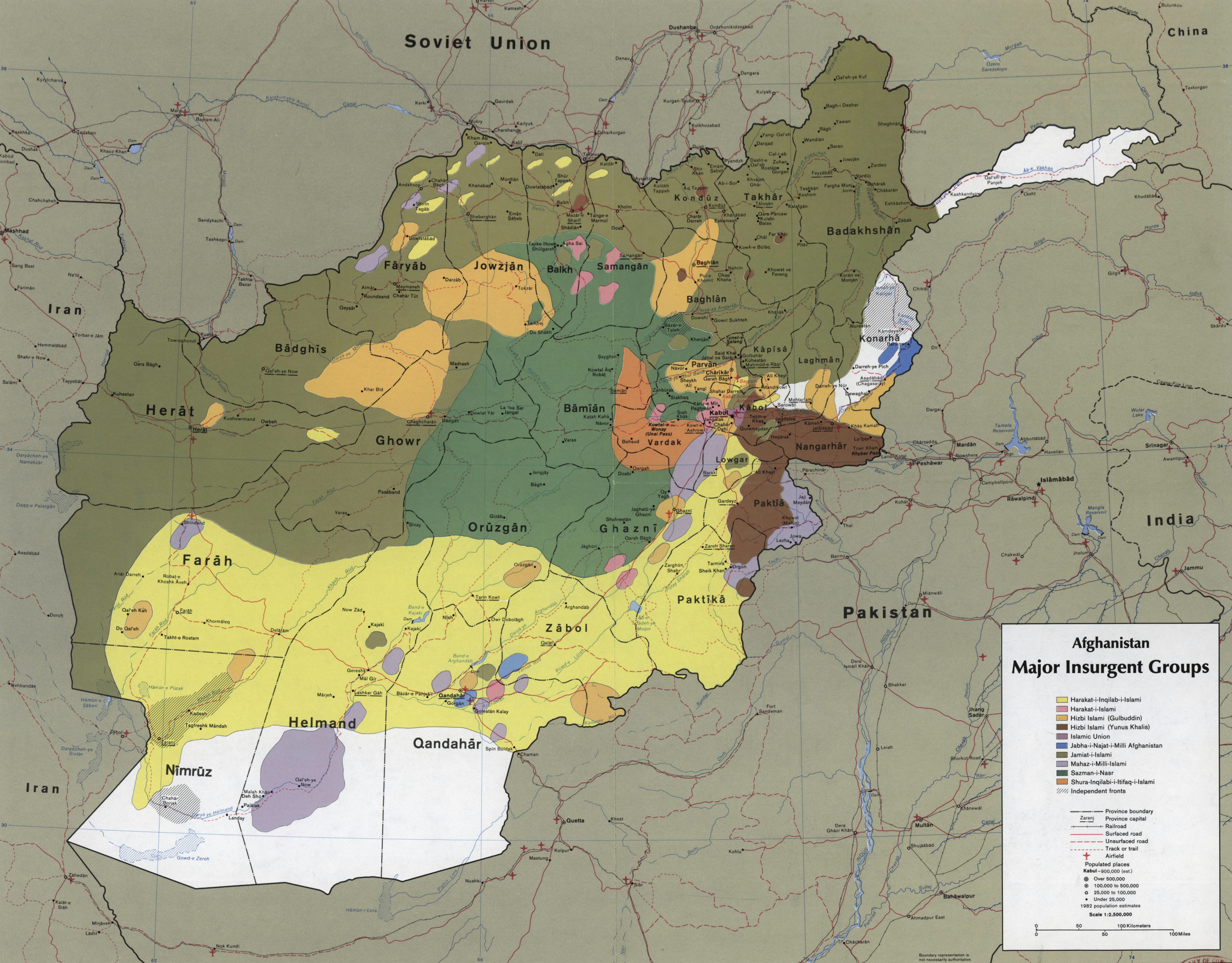
پایگاه‌های اصلی مجاهدین افغان در سال ۱۳۶۴ یشمی: جمعیت اسلامی، نارنجی: حکمتیار، زرد: حرکت انقلاب اسلامی، قهوه‌ای: یونس خالص، بنفش: سیاف، آبی: مجددی، بنفش روشن: گیلانی احزاب شیعه؛ سبز تیره: سازمان نصر، صورتی: حرکت اسلامی، نارنجی تیره: شورای انقلابی

حرکت انقلاب اسلامی افغانستان یکی از گروه‌های مجاهدین افغان در دوران جنگ شوروی در افغانستان بود. حرکت انقلاب اسلامی به جریان سنت‌گرا و میانه‌رو مجاهدین تعلق داشت و بیشتر اعضای آن از قوم پشتو بودند. رهبری این گروه را محمد نبی محمدی برعهده داشت و پایگاه اصلی این سازمان در جنگ با ارتش جمهوری دمکراتیک افغانستان و شوروی در مناطق جنوبی افغانستان شامل ولایات قندهار، هلمند، اورزگان، غزنی، و پکتیکا بود. 
حرکت انقلاب اسلامی افغانستان در اصل با ائتلاف سه گروه مجاهدین افغان شامل حزب اسلامی افغانستان به رهبری حکمتیار، جمعیت اسلامی به رهبری برهان الدین ربانی  و خدام الفرقان به رهبری مولوی نصرالله منصور، و به ریاست محمدنبی محمدی در ماه قوس (آذر) ۱۳۵۷ به وجود آمد، اما پس از شش ماه حزب اسلامی و جمعیت اسلامی از این ائتلاف خارج شدند و محمدی با حمایت پاکستانی‌ها به کار خود ادامه داد. در سال ۱۳۶۰، مولوی منصور و مولوی رفیع‌الله مؤذن هم از محمدی انشعاب کردند و هر دو جداگانه تحت همان عنوان حرکت انقلاب اسلامی افغانستان، به فعالیتشان تا زمان سقوط دولت کمونیستی کابل ادامه دادند اما پس از آن دوباره به مولوی محمدی ملحق شدند.
با سرنگونی حکومت کمونیستی و برقراری دولت اسلامی افغانستان این سازمان هم به این دولت پیوست و محمدی رهبر آن به عنوان معاون رئیس‌جمهور ربانی انتخاب شد اما با آغاز قیام طالبان بسیاری از اعضای این گروه به طالبان پیوستند چراکه ملا محمد عمر رهبر طالبان نیز خود یکی از فرماندهان حرکت انقلاب اسلامی در دوران جنگ با شوروی بود. رهبری سازمان نیز با نزدیک شدن طالبان به کابل در سال ۱۳۷۳ به‌طور رسمی از طالبان حمایت کرده و در مقابل دولت ربانی قرار گرفتند.
آخرین انشعاب در حرکت انقلاب اسلامی، پس از پیوستن این حزب به طالبان در سال ۱۳۷۴ صورت گرفت. غلام‌گل مصلح، مسؤول نظامی حرکت انقلاب اسلامی که در حکومت ربانی رئیس اپراسیون وزارت دفاع و رئیس کل اداره ترافیک بود با جمعی از اعضای شورای اجرایی حرکت انقلاب، تحت عنوان همین حزب به همکاری خود با دولت ربانی ادامه داد و در دوران جنگ علیه طالبان دفتری در شهر مشهد تأسیس کرده و نشریه صراط المستقیم را منتشر می‌کرد.
مولوی نبی محمدی در سال ۲۰۰۱ در پاکستان درگذشت و پسرش احمدنبی محمدی رهبری سازمان را بر عهده گرفته و نام آن را به «حرکت انقلاب اسلامی و ملی افغانستان» تغییر داد. این گروه در سال ۲۰۰۵ به جبهه ملی تفاهم شامل ۱۲ گروه اپوزیسیون دولت افغانستان پیوست که البته این جبهه عمر چندانی نداشت.